# Élie Alavaill
Élie, Joseph, Joachim Alavaill, né le 20 mars 1844 à Céret  (Pyrénées-Orientales) et mort le 19 janvier 1908 à Paris, est un ingénieur, journaliste et homme politique français.
Élie Alavaill se trouve à Paris au moment de la Commune, à laquelle il est favorable et participe. Ingénieur à Perpignan, il se marie en 1874 (le couple aura trois fils et une fille) puis lance, en 1876 avec son frère de Justin Alavaill, Le Républicain des Pyrénées-Orientales, journal de gauche. Poursuivis par Mac-Mahon à la suite du « Coup du 16 mai » 1877, les frères Alavaill se réfugient à Barcelone, leur journal cessant de paraître. Élie s'exile ensuite au Portugal, où il reste jusqu'en 1879 avant de revenir, de recréer le Républicain en 1880 et d'être élu conseiller général en 1881. De 1886 à 1888, il obtient un poste au Tonkin, où sa fille meurt, n'ayant pas supporté le climat. De retour dans les Pyrénées-Orientales, il échoue à plusieurs élections législatives et cantonales. Il se retire à Paris où résident ses fils.

## Ouvrages
- Élie Alavaill, Dieu existe-t-il ? : poème, Paris, Levaillant, 1871 (lire en ligne)